# 園池実覧
園池 実覧（そのいけ さねみ、1922年3月16日 - 2014年6月9日）は東京府出身の応用物理学者。工学博士、中央大学名誉教授、応用物理学会功労会員、中央大学名誉評議員、霞会館会員。

## 経歴
子爵園池公致の長男として東京市四谷区信濃町に生まれ育つ。
1945年、東京大学工学部機械工学科卒業。
1951年、東京大学大学院応用物理特別研究生後期修了。
1952年、東京大学工学部応用物理学科講師。
1953年、中央大学工学部教養物理助教授。
1960年、中央大学工学部教授。
1962年、中央大学理工学部物理学科教授。
1964年、応用物理学会理事。
1968年、応用物理学会評議員。
1970年、中央大学評議員。
1992年、中央大学名誉教授。同年、応用物理学会功労会員。
2000年、中央大学名誉評議員。

## 論文
- 「臭化銀結晶の光電流」園池実覧・三田陽、応用物理、第28巻10号602-608ページ（1959年）
- 「熔融塩化銀結晶の硫黄増感」園池実覧、日本写真学会誌50巻483-491ページ（1987年）
- 「ハロゲン化銀結晶における潜像核の構造」園池実覧、日本写真学会誌53巻525-528ページ（1990年）
- 「ハロゲン化銀結晶の感光核と感光生成物」園池実覧、日本写真学会誌56巻36-42ページ（1993年）
- 「科学的終末論とその限界」園池実覧、中央評論127、第26巻1号（1974年）
- 「研究余滴」園池実覧、中央評論129、第26巻3号（1974年）
- 「反科学的随想」園池実覧、中央評論133、第27巻1号（1975年）
- From Bulk to Surface Sensitization
- The Origin of Space and Time
- A Comment on The Ultimate Sensitivity

## 受賞（章）歴
1968年、日本写真学会賞技術賞受賞。
1994年、日本写真学会賞功績賞受賞。
1998年、勲三等瑞宝章受章。